# Nelson Barbosa
Nelson Henrique Barbosa Filho es un economista, profesor y político brasileño. El 1 de enero de 2015 fue nombrado ministro de Planejamento, Orçamento e Gestão, puesto del que cesó el día 15 de diciembre de 2015. Desde el 18 de diciembre de 2015 al 12 de mayo de 2016, fue ministro de Hacienda de Brasil.

## Biografía
Barbosa es licenciado BA y máster en Economía por la Universidad Federal de Río de Janeiro y se doctoró con PhD en Economía ("Essays on Structuralist Macroeconomics", 2001) por la New School of Social Research de Nueva York.
Nelson Henrique Barbosa es profesor de la Escola de Economia de São Paulo (FGV-EESP), perteneciente a la Fundación Getulio Vargas; profesor Adjunto del Instituto de Economia (IE/UFRJ) de la Universidad Federal de Río de Janeiro, así como investigador del Instituto Brasileiro de Economia (IBRE/FGV) y miembro de los consejos de administración de Cetip e del Banco Regional de Brasília (BRB).

## Trayectoria
Barbosa sirvió Secretario Ejecutivo en el ministerio de Finanzas desde 2011 a 2013. Con anterioridad, Barbosa ocupó varios cargos dentro del Gobierno federal. Fue Secretario para Asuntos Económicos (2007-2008) y Secretario de Política Económica en el Ministerio de Finanzas. Fue también el presidente del Consejo del Banco do Brasil (2009-2013), y miembro del Consejo de Administración de la compañía Vale S.A. (2011-2013). Suyo experimenta dentro del nivel de gobierno incluye posiciones en el Banco Central de Brasil (1994-1997), Banco de Desarrollo Nacional (2005-2006) y Ministerio de Planificación (2003).
Barbosa fue llamado por la presidenta Dilma Rousseff para unirse a su equipo económico como ministro de Planeamiento en su segundo plazo, habiéndose mantenido en el cargo desde el 1 de enero hasta el 15 de diciembre de 2015, momento en el que sustituyó a Joaquim Levy en el ministerio de Finanzas.